# Solanella
Solanella is een monotypisch geslacht van schimmels uit de stam Ascomycota. Het bevat alleen Solanella rosea.